# Solenodon
Solenodon, del griego clasico σωλήν (sōlḗn), "canal", y ὀδούς (odoús), "diente", es un género de mamíferos placentarios del orden Eulipotyphla, el único de la familia Solenodontidae. Se conocen con el nombre vulgar de almiquíes en Cuba o solenodontes en La Española. Son insectívoros propios de las Antillas y se cuentan entre los más extraños mamíferos del mundo. Existen dos especies bastante parecidas: el almiquí de Cuba (Solenodon cubanus) y el almiquí paradójico (Solenodon paradoxus), que habita en la isla de La Española (República Dominicana y Haití).
La familia Solenodontidae tiene un notable interés para los investigadores filogenéticos debido a que esta retiene características de los mamíferos primitivos; la especie tiene un parecido muy cercano a los mamíferos que vivieron cerca del final de la era de los dinosaurios. Hay una de dos familias de Eulipotyphla caribeñas; aunque es incierto si la otra familia, Nesophontidae, la cual se extinguió durante el Holoceno, estuvo estrechamente relacionada al solenodon.
Existieron además otras dos especies hoy extintas. Este animal es un verdadero fósil viviente, de cuyos antepasados se han encontrado huesos que datan de hace 30 millones de años. Estamos ante un mamífero primitivo, y de los pocos que poseen veneno.
Su cuerpo posee una longitud de 28 a 32 cm y la cola mide de 17 a 27 cm. De costumbres nocturnas, anda en zigzag; su saliva es venenosa: el segundo incisivo de cada lado de su mandíbula inferior tiene una ranura comunicada con una glándula venenosa, de donde proviene su nombre científico, Solenodon, "diente surcado o acanalado". El veneno es muy activo: cuando dos de estos animales se encuentran y se pelean ocurre que uno de los dos muere envenenado a causa de las mordeduras del rival.

## Especies
El género Solenodon incluye cuatro especies.
- Solenodon cubanus
- Solenodon paradoxus
- Solenodon arredondoi †
- Solenodon marcanoi †